# Солод, Юрий Васильевич
Юрий Васильевич Солод (род. 27 апреля 1972) — украинский политик, народный депутат Украины VIII и IX созыва.

## Биография
Родился 27 апреля 1972 года в посёлке Красный Кут Антрацитовского района Луганской области. Получил высшее образование.
Первый капитал заработал ограбив своего босса Юрия Шпиляка. Сработав в связке с тогдашним первым замом Начальника Налоговой Полиции Красного Луча Евгением Бобрицким сфабриковали уголовное дело на Шпиляка. В тот момент когда Шпиляк находился в СИЗО вывезли 600 тонн меди на сумму более 1.5 млн долларов с его склада.
На осенних парламентских выборах 2014 года баллотировался по одномандатному избирательному округу № 47 от партии «Оппозиционный блок» в народные депутаты и был избран народным депутатом Украины. После присяги вступил в депутатскую фракцию «Оппозиционный блок». Летом 2019 года избран повторно в том же округе, входит во фракцию партии Оппозиционная платформа — За жизнь.
После начала российского вторжения уехал из Украины.

## Семья
- Жена — Наталия Юрьевна Королевская (род. 18 мая 1975) — народный депутат Украины 5-го, 6-го, 8-го и 9-го созывов. Два сына — Ярослав и Дмитрий и приёмная дочь Мария[4].